# Muhanga (distrito)
Muhanga é um dos sete distritos da Província do Sul, no Ruanda. Sua capital é a cidade de Gitarama.

## Setores
Muhanga está dividido em 12 setores (imirenge): Muhanga, Cyeza, Kibangu, Kiyumba, Mushishiro, Kabacuzi, Nyabinoni, Nyamabuye, Nyarusange, Rongi, Rugendabari e Shyogwe.